# Issil (rivière)
L’oued Issil (arabe : واد إسيل ; berbère : ⴰⵙⵉⴼ ⵉⵙⵉⵍ), est un affluent de l'oued Tensift de la région Marrakech-Safi prenant sa source dans le Haut Atlas. Il est situé en rive gauche de l'oued Tensift.

## Cours
L'oued Issil prend sa source au pied du plateau de l'Oukaïmeden dans le Haut-Atlas central. Son cours supérieur est traversé par la RP 2028, puis traverse une forêt de pins. Dans tout son cours supérieur, l'oued Issil porte également le nom d'Asif n'Talaght. Son cours est ensuite entravé par une petite retenue d'eau non loin du village de Ouaguejdit. L'oued Issil entre ensuite dans la plaine du Haouz. Son cours est traversé par la RP 2010 reliant Tahannaout à Tnine Ourika, puis par RP 2017 reliant Marrakech à la vallée de l'Ourika, affluent précédent de l'Oued Tensift. Il traverse le Canal de rocade, puis remonte la plaine du Haouz selon une orientation nord-nord-ouest. Parvenu à hauteur de l'agglomération de Marrakech, il longe le quartier de Sidi Youssef Ben Ali et le rempart oriental de la Médina de Marrakech. Il passe entre le carrefour de Bab El Khemis et le quartier d'Aïn Itti. En traversant l'agglomération de Marrakech, l'oued est surmonté de plusieurs ponts donc cinq ponts historiques classés. Au-delà du pont de la route de Fès, l'oued longe les quartiers nord de la ville, notamment Belbekkar. Quelques centaines de mètres avant son point de confluence, l'oued est traversé par la pont de la route de la palmeraie.

## Crues
La plupart du temps à sec, l'oued est réputé pour ses crues récurrentes et dévastatrices. Ces crues sont d'autant plus dévastatrices que le cours de la rivière en plaine est large et peu profond. Les crues de 1982 et 2011 ont occasionné des dégâts importants sur les quartiers est de Marrakech. D'importants travaux ont été entrepris au cours des années 2010 pour protéger ces quartiers contre les risques de crue. 